# Холмогоров, Евгений Михайлович
Евге́ний Миха́йлович Холмого́ров (11 апреля 1939, Москва, СССР) — советский футболист. Нападающий.

## Карьера
Воспитанник юношеской команды «Спартак» Москва. За свою карьеру выступал в советских командах «Спартак» (Москва), «Шахтёр» (Сталино), «Звезда» (Серпухов), СКА (Новосибирск), «Черноморец» (Одесса), «Дунаец» (Измаил).